# Hermann Max
Hermann Max (* 1941 in Goslar) ist ein deutscher Kirchenmusiker und Dirigent, der auch international als Vertreter der „Historischen Aufführungspraxis“ bekannt wurde.

## Leben
Max studierte Kirchenmusik (A-Examen) an der Musikhochschule Berlin, an der Universität zu Köln Musikwissenschaft, Kunstgeschichte und Archäologie  und neue Kirchenmusik an der Folkwang-Hochschule Essen.
Max war bis 2006 Kirchenmusikdirektor an der Christuskirche in Dormagen. 1977 gründete er die Jugendkantorei Dormagen, aus der 1985 der Chor Rheinische Kantorei hervorging. Er ist auch Gründer des Barockorchesters Das Kleine Konzert.
Mit seinen Ensembles spielte er zahlreiche Chor- und Orchesterwerke vor allem des mitteldeutschen Barock ein. Ein besonderer Schwerpunkt seines Schaffens ist die Musik Georg Philipp Telemanns und bislang wenig bekannte Musik der Familie Bach.
1992 gründete er ein Musikfestival, das bis 2006 unter dem Namen „Festliche Tage Alter Musik“ und seit 2007 als „Festival Alte Musik Knechtsteden“ jährlich im September im Kloster Knechtsteden stattfindet. Die Ausgabe 2023 mit dem Schlusskonzert am 23. September bildete nach 32 Jahren den Abschluss seiner Festivalleitung.

## Auszeichnungen
- Georg-Philipp-Telemann-Preis der Landeshauptstadt Magdeburg, 1998
- Bach-Medaille der Stadt Leipzig, 2008
- Grand Prix du Disque
- Diapason d’or
- Deutscher Schallplattenpreis
- ECHO Klassik